# ZeniMax Media
ZeniMax Media è un'azienda statunitense con sede nella città di Rockville (Maryland), fondata nel 2000 da Christopher Weaver e Robert Altman; attraverso le proprie società consociate, si occupa dello sviluppo e della pubblicazione di videogiochi.
È principalmente conosciuta per aver lavorato insieme a Bethesda Softworks, id Software e MachineGames (Wolfenstein). ZeniMax possiede anche Tango Gameworks (The Evil Within, GhostWire: Tokyo) e RoundHouse.

## Storia
Il 21 settembre 2020 è stata acquisita da Microsoft, insieme a tutte le proprie società consociate, per 7,5 miliardi di dollari;. Il 9 marzo 2021, dopo il via libera all'acquisizione, è entrata ufficialmente a far parte di Xbox Game Studios.